# Open di Francia 2018 - Doppio femminile in carrozzina
Marjolein Buis e Yui Kamiji erano le detentrici del titolo, ma sono state sconfitte in finale da Diede de Groot e Aniek van Koot con il punteggio di 1–6, 3–6.

## Teste di serie
1.    Marjolein Buis /  Yui Kamiji (finale)
  2.    Diede de Groot /  Aniek van Koot (campionesse)

## Tabellone

### Legenda
| - Q = Qualificato - WC = Wild card - LL = Lucky loser | - ALT = Alternate - SE = Special Exempt - PR = Protected Ranking | - w/o = Walkover - r = Ritirato - d = Squalificato |

|  | Semifinali | Semifinali                         | Semifinali                         | Semifinali | Semifinali |  |  | Finale | Finale                        | Finale                        | Finale | Finale |  |
|  |            |                                    |                                    |            |            |  |  |        |                               |                               |        |        |  |
|  | 1          | Marjolein Buis Yui Kamiji          | Marjolein Buis Yui Kamiji          | 6          | 7          |  |  |        |                               |                               |        |        |  |
|  |            | Sabine Ellerbrock Katharina Krüger | Sabine Ellerbrock Katharina Krüger | 4          | 6(1)       |  |  | 1      | Marjolein Buis Yui Kamiji     | Marjolein Buis Yui Kamiji     | 1      | 3      |  |
|  |            | Charlotte Famin Kgothatso Montjane | Charlotte Famin Kgothatso Montjane | 0          | 0          |  |  | 2      | Diede de Groot Aniek van Koot | Diede de Groot Aniek van Koot | 6      | 6      |  |
|  | 2          | Diede de Groot Aniek van Koot      | Diede de Groot Aniek van Koot      | 6          | 6          |  |  |        |                               |                               |        |        |  |